# Liste der Bodendenkmale in Ebersbach (bei Großenhain)
In der Liste der Bodendenkmale in Ebersbach sind die Bodendenkmale der Gemeinde Ebersbach und ihrer Ortsteile nach dem Stand der Auflistung von Harald Quietzsch und Heinz Jacob aus dem Jahr 1982 aufgelistet. Eventuelle Änderungen und Ergänzungen, insbesondere aus der Zeit nach der Wende, sind nicht berücksichtigt, da für Sachsen aktuell keine neueren allgemein zugänglichen Bodendenkmallisten vorliegen. Die Baudenkmale sind in der Liste der Kulturdenkmale in Ebersbach (bei Großenhain) aufgeführt.
| Denkmal-ID | Fundart            | Ortsteil    | Bezeichnung | Zeitstellung    | Lage | Bemerkungen                                                                                                 | Bild |
| ---------- | ------------------ | ----------- | ----------- | --------------- | --- | --- | ---- |
| ?          | Befestigung > Burg | Kalkreuth   | Wasserburg  | Mittelalter     | östlich des Orts, nördlich des Bieberbachs, südlich bei der Schäferei                                                 | Burghügel mit trockengelegtem Graben, gut erkennbar, Schutz seit 15. Januar 1936, erneuert 19. Oktober 1957 |      |
| ?          | besonderer Stein   | Reinersdorf | Steinkreuz  | Spätmittelalter | mittlerer östlicher Ortsteil, südlich des Kirchhofs, Einmündung der Straße Am Steinkreuz in die Straße Zu den Pappeln | Schutz seit 10. Mai 1973                                                                                    |      |